# The Reaper
The Reaper è il quinto album in studio del gruppo musicale power metal tedesco Grave Digger, uscito nel 1993 per la GUN Records.

## Il disco
È l'album che sancisce il ritorno della band sul mercato dopo il fallimentare quarto album, Stronger Than Ever, inciso con il monicker "Digger" nel 1987. Questo, oltre al cambiamento stilistico, causò una sorta di metamorfosi nella band che li portò a cambiare un'altra volta nome in "Hawaii".

## Tracce
1. Tribute to Death – 1:28
2. The Reaper – 4:16
3. Ride On – 3:32
4. Shadows of a Moonless Night – 3:55
5. Play Your Game (And Kill) – 3:25
6. Wedding Day – 3:53
7. Spy of Mas' On – 3:59
8. Under My Flag – 4:46
9. Fight the Fight – 2:46
10. Legion of the Lost (Part 2) – 6:18
11. And the Devil Plays Piano – 4:01
12. Ruler Mr. H – 3:38
13. The Madness Continues – 1:32

## Formazione
- Chris Boltendahl - voce
- Uwe Lulis - chitarra
- Tomi Göttlich - basso
- Jörg Michael - batteria